# St. Georg (Adlum)

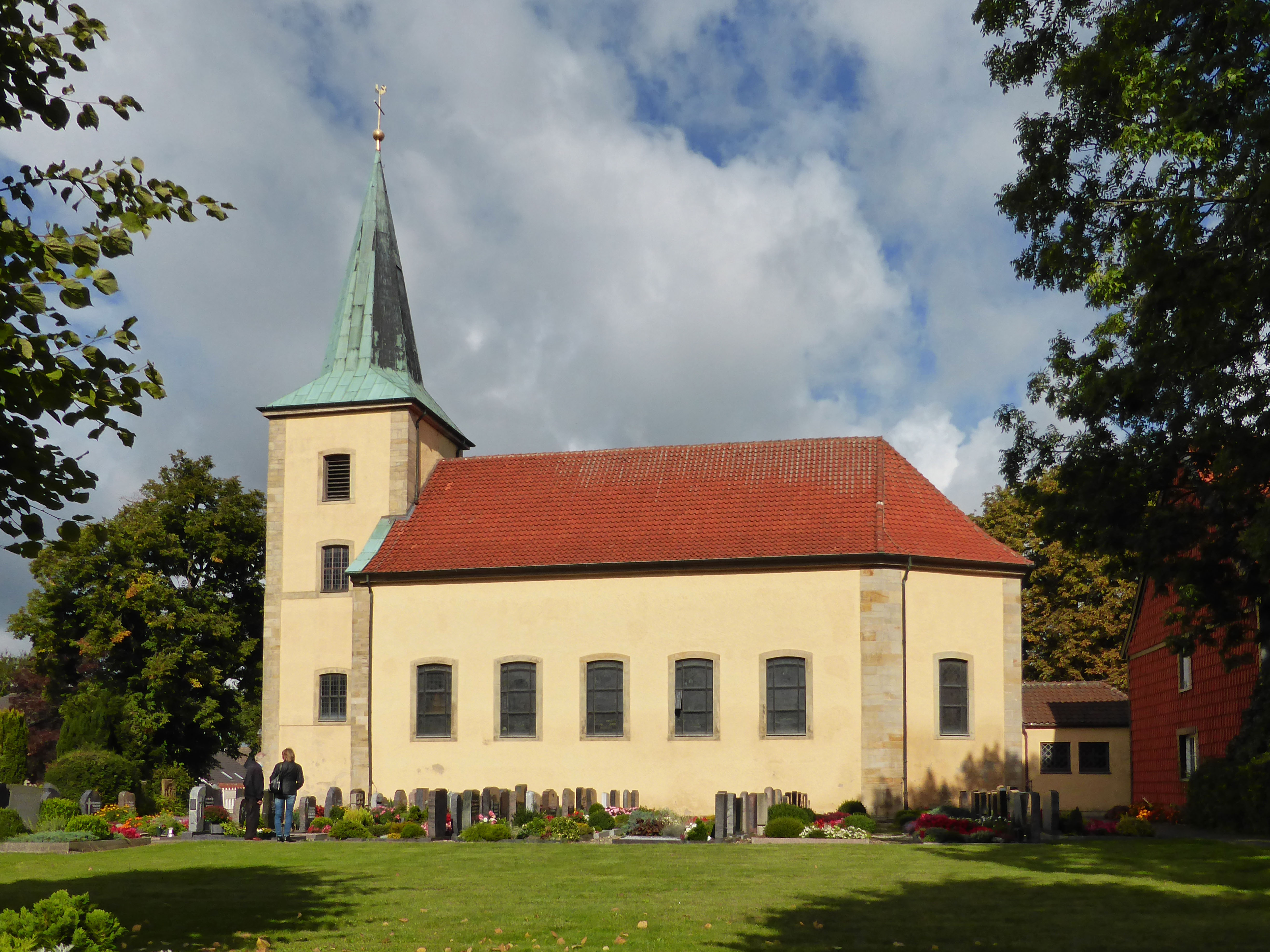
Außenansicht

Die Kirche Sankt Georg ist die Kirche in Adlum, einem Ortsteil der Gemeinde Harsum im Landkreis Hildesheim in Niedersachsen. Die römisch-katholische Kirche gehört zur Pfarrgemeinde St. Martinus mit Sitz in Borsum, im Dekanat Borsum-Sarstedt des Bistums Hildesheim. Die nach dem heiligen Georg benannte Kirche befindet sich an der Kirchstraße, zu ihrem Einzugsgebiet gehören neben Adlum auch die heute überwiegend evangelischen Dörfer Ahstedt, Garmissen und Oedelum.

## Geschichte
Von 1144 datiert die erste heute bekannte urkundliche Erwähnung Adlums. Vermutlich stand im 13./14. Jahrhundert am Platz der heutigen Kirche bereits eine Vorgängerkirche, sie ist heute nicht mehr nachweisbar, auch ihr Patrozinium ist nicht mehr bekannt. 1374 wird erstmals ein Geistlicher in Adlum erwähnt. Auch über die Reformation hinaus blieb die Bevölkerung von Adlum bis heute überwiegend katholisch, auch wenn im 16. Jahrhundert zeitweise evangelische Geistliche an der Kirche tätig waren. Selbst Johannes Bugenhagen, der im nahegelegenen Hildesheim die Reformation eingeführt hatte, schaffte es nicht, die Bevölkerung Adlums vom evangelischen Glauben zu überzeugen. Im Dreißigjährigen Krieg ist die Kirche vermutlich niedergebrannt, und nach Kriegsende wieder instand gesetzt oder neu erbaut worden. 1770 wurde die Kirche wegen Baufälligkeit abgerissen.

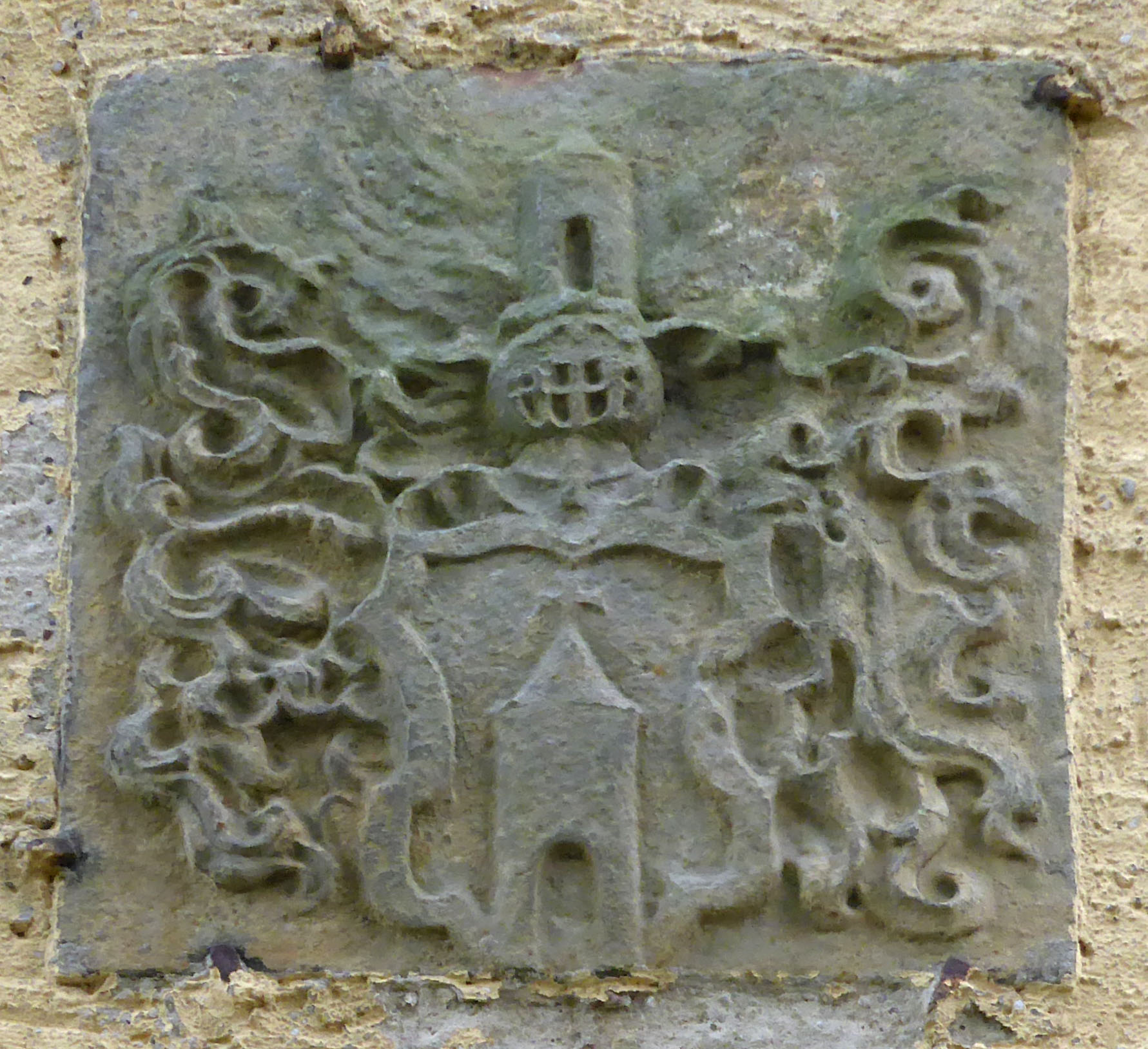
Wappen der Erbauer

Von 1770 bis 1775 wurde von den beiden Brüdern Dompropst Lewin Stephan von Wenge und Friedrich Wilhelm von Wenge, der als Archidiakon von Borsum damals auch für Adlum zuständig war, die heutige Kirche erbaut. 1775 erfolgte die feierliche Weihe der Kirche, das genaue Datum der Konsekration ist nicht mehr bekannt. Um 1780 starben die beiden Brüder und wurden im Domkreuzgang zu Hildesheim bestattet, zwei Bronzeplatten erinnern heute noch an sie. Ihr Familienwappen, das einen schwarzen Kirchturm auf silbernem Grunde zeigt, wird heute als Ortswappen von Adlum verwendet.
Bis 1838 gehörte die Kirche zum Archidiakonat Borsum, danach bis 1938 zum Dekanat Peine, anschließend zum Dekanat Borsum. 1946 stieg die Zahl der Katholiken in Adlum durch den Zuzug von Heimatvertriebenen aus den Ostgebieten des Deutschen Reiches von 441 auf 1089 an. Am 22. Dezember 1974 wurde ein neuer Hauptaltar konsekriert. Unter Pfarrer Otto Richter, der von 1957 bis 1985 in Adlum tätig war, wurde der Renaissancealtar entfernt und durch eine Kreuzigungsgruppe ersetzt. Sein Nachfolger Peter Dyckhoff, der von 1985 bis 1990 die Adlumer Kirchengemeinde mitverwaltet hat, hat diese Umgestaltung wieder rückgängig gemacht.
1978 wurden die Dekanate Borsum und Dinklar zum Dekanat Borsum-Dinklar zusammengeschlossen, am 1. Dezember 2002 ging das Dekanat Borsum-Dinklar im damals neu gegründeten Dekanat Borsum-Sarstedt auf. Seit 2009 unterstützt der Förderverein St. Georg Adlum e.V. den Erhalt der Kirche. Seit dem 1. November 2014 gehört die Kirche zur Pfarrei St. Martinus, zu welcher außer den Kirchen St. Martinus in Borsum und St. Georg in Adlum auch die Kirchen St. Bernward in Hönnersum, St. Matthias in Hüddessum und St. Nikolaus in Machtsum gehören. Die Pfarrgemeinde St. Georg in Adlum wurde in diesem Zusammenhang aufgehoben. In den Jahren zuvor bildeten diese Kirchen bereits die Seelsorgeeinheit Borsumer Kaspel. Informationen über die Geschichte der Kirche sind auch im Heimatmuseum in Borsum zu finden.

## Architektur und Ausstattung

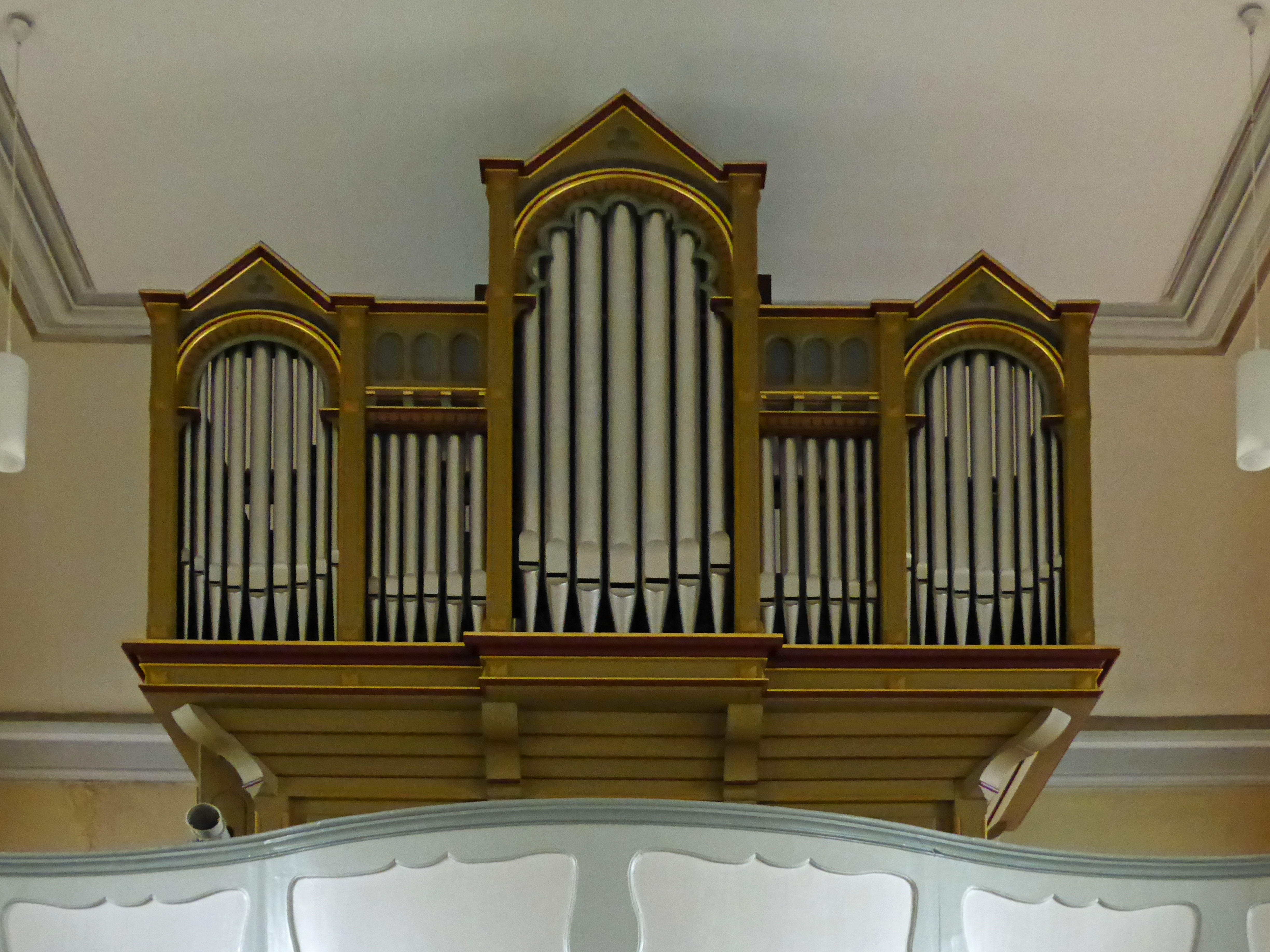
Orgelprospekt

Die einschiffige geostete Bruchsteinkirche wurde im Stil der Renaissance erbaut und befindet sich in knapp 77 Meter Höhe über dem Meeresspiegel. Das Wappen der Erbauer befindet sich an der Westseite des Turmes. Neben dem Eingang befindet sich eine Tafel mit den Namen der Gefallenen des Ersten Weltkriegs.
Das Kirchenschiff bietet 152 Sitzplätze, weitere 34 Sitzplätze befinden sich auf der Orgelempore. Die Buntglasfenster zeigen die Heiligen Benno von Meißen, Bernward von Hildesheim, Bonifatius, Elisabeth von Thüringen, Franz Xaver, Georg, Godehard von Hildesheim und Karl Borromäus; die Fenster im Altarraum Josef von Nazaret und Jesus Christus als Guten Hirten. Sechs Statuen an den Seitenwänden stellen unter anderem das Heiligste Herz Jesu sowie die heiligen Antonius von Padua und Josef von Nazaret dar, auch 14 Kreuzwegbilder befinden sich dort. Die Kanzel, die 1904 mit Bildern des Malers Friedrich Eltermann (1835–1919) ausgestattet wurde, ist inzwischen entfernt worden.
Am Hochaltar stellen Statuen den heiligen Georg sowie die heilige Elisabeth von Thüringen dar. Auf der Tür des Tabernakels ist Jesus als Opferlamm mit Siegesfahne dargestellt, der Ambo zeigt die Evangelisten Lukas, Markus und Johannes. Zur Ausstattung des Altarraums gehören auch ein Kruzifix, ein Marienbild sowie eine Marienstatue, vor der Opferkerzen aufgestellt werden können.
Die zweimanualige Orgel wurde von der Orgelbauerfamilie Furtwängler aus Elze oder dem Orgelbauer Schaper aus Hildesheim erbaut. Unter der Orgelempore haben der Taufstein und der Schriftenstand ihren Platz. Auch ein Beichtstuhl gehört zur Ausstattung der Kirche.
An der Kirche befindet sich der Friedhof.